# Mathieu Carrière

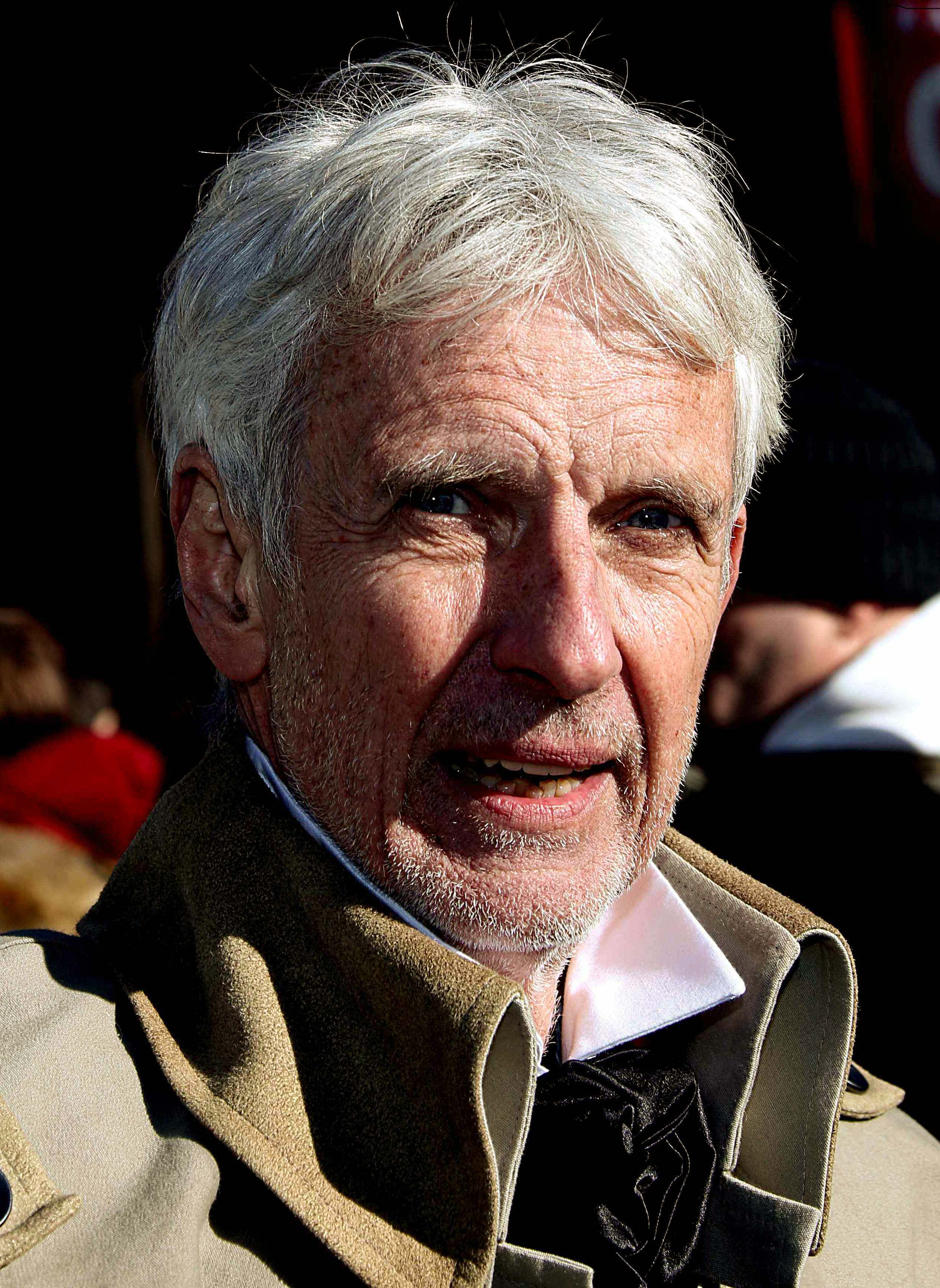
Mathieu Carrière (2017)

Mathieu Carrière (* 2. August 1950 in Hannover) ist ein deutscher Schauspieler und Autor. In seiner über fünf Jahrzehnte währenden Karriere war er in über 200 Kino- und Fernsehfilmen sowie zahlreichen Serien und Theaterstücken zu sehen. Als geschätzter Charakterdarsteller des internationalen Films arbeitete Carrière mit wichtigen und bekannten Regisseuren seiner Zeit zusammen, darunter Éric Rohmer, Werner Schroeter, Volker Schlöndorff und Marguerite Duras. Zu seinen Filmpartnerinnen gehörten Brigitte Bardot, Romy Schneider, Isabelle Huppert und Claudia Cardinale. Wegen seiner bisweilen provokanten Ansichten wird Mathieu Carrière als polarisierende Gestalt des öffentlichen Lebens in Deutschland wahrgenommen, und über sein Privatleben wird von der Boulevardpresse ausgiebig berichtet.

## Leben

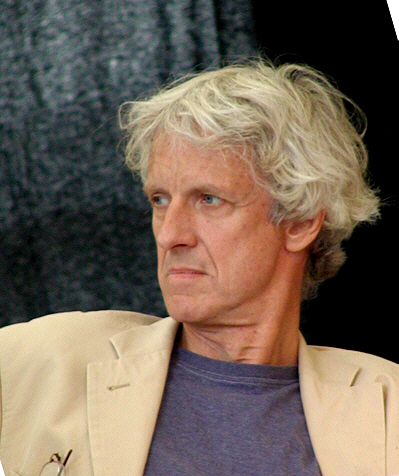
Mathieu Carrière (2004)

Mathieu Carrière wuchs in Ilten bei Hannover, in Berlin und ab 1962 in Lübeck auf. Seine Eltern waren der Neurologe und Psychiater Bern Carrière und Jutta Carrière, geb. Mühling (1920–2012). Der Name der deutschen Familie ist hugenottischen Ursprungs. Mit 17 Jahren kam Carrière auf ein Jesuiteninternat im bretonischen Vannes. Von 1969 bis 1979 studierte er Philosophie in Paris bei Gilles Deleuze und veröffentlichte zum Abschluss ein Buch über Heinrich von Kleist.
Carrière verlor früh seinen zwei Jahre jüngeren Bruder Till, einen Theaterschauspieler, der seinem Leben im Alter von 26 Jahren durch Suizid ein Ende setzte. Seine Schwester Mareike Carrière, die einem Krebsleiden erlag, war ebenfalls Schauspielerin und gelegentlich an der Seite ihres Bruders vor der Kamera zu sehen. Mathieu und sein Cousin Justus Carrière begleiteten Mareike während ihres Lebensendes intensiv.
Der junge Carrière sammelte seine erste Bühnenerfahrung als Emil in einer Dramatisierung von Erich Kästners Emil und die Detektive auf der Schulbühne des Lübecker Gymnasiums Katharineum. Mit fast 14 Jahren gab er in Rolf Thieles Thomas-Mann-Verfilmung Tonio Kröger als Titelheld sein Leinwanddebüt, 1966 machte ihn die Titelrolle in der Literaturverfilmung Der junge Törless, Volker Schlöndorffs Debütfilm nach Robert Musil, international bekannt. Wiederum zwei Jahre später begann Carrière seine umfangreiche Filmkarriere und drehte oft drei bis fünf, später noch mehr Filme jährlich, darunter fast zwei Jahrzehnte vorrangig französische Produktionen. Nach dem homoerotisch geprägten Historienfilm Pforten des Paradieses aus dem Jahre 1968 unter der Regie von Andrzej Wajda folgten Hauptrollen in künstlerisch anspruchsvollen Werken wie dem schwer zugänglichen Malpertuis von Harry Kümel an der Seite von Orson Welles und in zwei Filmen von Marguerite Duras, India Song (1975) und Le navire Night (1979). Hervorgehoben werden müssen daneben Ein wildes Leben von Roger Vadim, das Carrières Image des dekadenten und erbarmungslosen Teutonen festigte, und der indizierte Slasher Die Hinrichtung aus dem Jahr 1976, in dem er einen Massenmörder verkörperte. In seiner Zeit in Paris trat Carrière nebenher im Alcazar de Paris als Travestiekünstler auf, strippte zu Monologen aus Shakespeares Hamlet und sang Lieder von Zarah Leander.
Der Fangschuss nach Marguerite Yourcenar hatte Carrière 1976 wieder mit Volker Schlöndorff zusammengeführt. Bald darauf verbuchte er in Deutschland immer größere Erfolge, so mit der Hauptrolle in der hochkarätigen Fernsehserie Ein Mann will nach oben nach Hans Fallada. Erwähnenswerte Filme der 1980er Jahre sind Egon Schiele – Exzesse neben Jane Birkin, Die Spaziergängerin von Sans-Souci, in dem letztmals Romy Schneider auftrat, und der mit dem bundesdeutschen intellektuellen Zeitgeist jener Tage erfüllten Erfolgsfilm Die flambierte Frau von Robert van Ackeren. Hier spielte Carrière an der Seite von Gudrun Landgrebe einen Gigolo und Verführer – ein Part, der sein Rollenfach in Deutschland für die folgenden zehn Jahre prägen sollte. Nebenher war er in exzentrischen, kaum bekannten Independent-Produktionen zu sehen, mit denen er dem Rollentypus des Schönlings zu entkommen versuchte, und trat in exponierten Episodenrollen der Serien Derrick und Der Alte auf. Seine Engagements führten ihn im Lauf der Zeit u. a. auch nach Polen (Blutiger Schnee), Finnland (Angelas krig), Kanada (The Bay Boy) und die USA (Serien wie Spenser und Zurück in die Vergangenheit). Um 1990 war er besonders oft in spanischen Produktionen zu sehen, darunter 1988 als gewissenloser Killer in der Gewaltorgie Lust am Töten mit Antonio Banderas und 1989 im Drama Una ombra en el jardi, das ihn als Bewohner eines mysteriösen Appartementhauses zeigte.
Nach der Wiedervereinigung trat Carrière im Film Rosamunde des DDR-Kultregisseurs Egon Günther auf, darauf folgte Malina nach dem Roman von Ingeborg Bachmann unter der Regie Werner Schroeters. Gemeinsam mit Burt Lancaster war er 1989 in der Großproduktion Die Verlobten zu sehen, 1992 an der Seite von Michael Douglas, Liam Neeson und Melanie Griffith in Wie ein Licht in dunkler Nacht, einem Spionage-Melodram, das im nationalsozialistischen Deutschland spielt, und in Christopher Columbus – Der Entdecker neben Marlon Brando. Daneben steigerte Carrière sein ohnehin beachtliches Arbeitspensum fürs Fernsehen enorm und wurde zu einem der gefragtesten TV-Darsteller der 1990er Jahre. Von 1992 bis 1995 war er in der idyllischen Familienserie Schloss Hohenstein zu sehen, danach gehörte er zur internationalen Darstellerriege der Mehrteiler Die Rückkehr des Sandokan (1996) und Prinzessin Amina (1997). Wichtige Auftritte hatte er zudem in Das Mädchen Rosemarie (1996) von Bernd Eichinger und als pädophiler Staatsanwalt im Kult-Tatort Manila.
Schon früh zeichnete sich Carrières Karriere durch Grenzverschiebungen und Experimentierlust aus. Einmal zugeschriebenen Stereotypen versuchte sich der Künstler gern zu entziehen und changierte seine Auftritte zwischen hochintellektuellem Kunstkino und seichter Unterhaltung. Seit Beginn des neuen Jahrtausends konnten die Filme, in denen er auftrat, aber nur selten die Qualität bisheriger Werke erreichen. Meist beschränkte Carrière sich hier auf prägnante Nebenrollen in Historien- oder Kriminalfilmen. Er war im Laufe der Zeit zudem Gaststar bei Utta Danella, Pfarrer Braun, Ein Fall für zwei, Unter uns, Rosenheim-Cops, Der Bulle von Tölz, Alarm für Cobra 11 und Dein Wille geschehe. Eine dauerhafte Rolle war der Robert Broda in der Telenovela Anna und die Liebe. Nebenher intensivierte er seine Theaterarbeit, ging mit Dieter Laser auf Tournee und war in der Rolle des Ölbarons ein beliebter Star der Karl-May-Festspiele in Bad Segeberg.
Seit etwa 2010 nahm Carrières Engagement im Unterhaltungsbereich stark zu. Bereits zuvor war er gelegentlich mit markanten, mitunter schroffen und streitbaren Auftritten in Talk- und Spieleshows wie Harald Schmidt und Zimmer frei! aufgefallen. Im April 2010 nahm er an der Tanzshow Let's Dance teil, schied jedoch bereits in der zweiten Folge aus, und er war 2011 in der fünften Staffel Bewohner des RTL-Dschungelcamps in Ich bin ein Star – Holt mich hier raus!, wo er den sechsten Platz erreichte. 2013 nahm er an der Doku-Soap Frauentausch teil und wechselte seinen Alltag mit dem ehemaligen Boxer René Weller, zudem war er beim Perfekten Promi-Dinner und der Promi-Shopping-Queen zu sehen. Dies alles wird von der Presse mitunter als Abstieg eines einstmals gefeierten Leinwandidols ähnlich dem Fall Helmut Berger interpretiert, während Carrière selbst auch und gerade dem Trash der Moderne viel abzugewinnen vermag.
Carrière war mehrfach verheiratet und hat zwei Töchter: Alice Isabelle (* 1985 in den USA) aus seiner Ehe mit Jennifer Bartlett und Elena (* 1996). Alice beschreibt ihren Vater als Grenzen missachtend und vermied 12 Jahre lang jeden Kontakt. Er lebte jeweils viele Jahre in Paris, New York und Venedig. Nach dem Tod seines Vaters im Jahr 2015 verlegte Carrière seinen Lebensmittelpunkt von Lübeck nach Hamburg-Ottensen in eine Wohngemeinschaft, in der von 2015 bis 2019 auch seine Tochter, Elena Carrière, lebte.
Anlässlich seines 70. Geburtstags outete sich Carrière im Jahr 2020 in einem Interview als Transgender und erklärte, er wäre lieber als Frau geboren worden.

## Auszeichnungen
1971 erhielt Carrière den Filmpreis von Karlovy Vary für Das Haus der Bories. Am 21. Juni 2002 empfing er die Ritterwürde der französischen Ehrenlegion für seine künstlerischen Verdienste.

## Gesellschaftliches Engagement
Mathieu Carrière gehört zu den prominentesten Kritikern des deutschen Scheidungs- und Sorgerechts. Er beanstandet, dass das Wohlergehen des Kindes ausschließlich über die Mutter definiert werde, und fordert, Elternrechte nicht über das biologische Geschlecht, sondern die „Sorgefähigkeit“ zu bestimmen. Unter anderem trat er in dieser Sache Anfang 2005 bei Domian im WDR auf. Dort vertrat er die Meinung, dass in Deutschland geltendes Recht Männer eindeutig benachteilige. Dies rühre von den Rollenbildern der Geschlechter aus der Zeit des Nationalsozialismus her. Er deutete auch an, selbst betroffen zu sein, machte aber keine Angaben zu Personen oder zum Familienstand.
Hintergrund ist ein jahrelanger andauernder Sorgerechtsstreit um seine jüngere Tochter Elena. Deren Mutter Bettina Proske habe ihm jahrelang das Besuchsrecht verweigert und ihn auf eine Unterhaltsfunktion und einen Wochenendvater reduziert. Im Jahr 2004 wurde Mathieu Carrière nach Klage von Proske zur Zahlung eines Ordnungsgeldes von 5.000 Euro verurteilt: Er habe nicht verhindert, dass die gemeinsame Tochter bei einem Zirkusbesuch von Reportern fotografiert worden sei. Aus Protest gegen die bestehende Gesetzeslage weigerte Carrière sich, die Summe zu zahlen, und saß dafür zehn Tage in Ordnungshaft. Vor dem Untersuchungsgefängnis fand daraufhin eine Demonstration von etwa 200 Männerrechtlern in Häftlingskleidung statt. Inzwischen ist das Verhältnis zwischen Carrière und Proske wieder entspannt.
In den Bundestagswahlkämpfen 2005 und 2009 unterstützte Carrière Die Linke.

## Filmografie (Auswahl)

### Kinofilme
- 1964: Tonio Kröger
- 1965: Der junge Törless
- 1967: Die Pforten des Paradieses (Gates to Paradise)
- 1970: Das Haus der Bories (La Maison des Bories)
- 1971: Malpertuis
- 1971: Rendezvous in Bray (Rendez-vous à Bray)
- 1972: Blaubart (Barbe bleu)
- 1972: Der Mann mit dem zweiten Gehirn (L’Homme au cerveau greffé)
- 1973: Kein Rauch ohne Feuer (Il n’y a pas de fumée sans feu)
- 1973: Don Juan 73 (Don Juan ou Si Don Juan était une femme …)
- 1973: Giordano Bruno
- 1974: Ein wildes Leben (La jeune fille assassinée)
- 1975: Parapsycho – Spektrum der Angst
- 1975: India Song
- 1976: Police Python 357
- 1976: Germicide (Vortex)
- 1976: Der Fangschuß
- 1976: Die Hinrichtung
- 1976: Zerschossene Träume
- 1977: Bilitis
- 1977: Die Indianer sind noch fern (Les Indiens sont encore loin)
- 1979: Mein Partner Davis (L’associé)
- 1979: Eine Frau zwischen Hund und Wolf (Een vrouw tussen hond en wolf)
- 1979: Ungeduld des Herzens (La Pitié dangereuse)
- 1981: Die Frau des Fliegers (La Femme de l’Aviateur)
- 1981: Außergewöhnliche Geschichten (Histoires extraordinaires)
- 1981: Egon Schiele – Exzesse
- 1982: Die Spaziergängerin von Sans-Souci (La Passante du Sans-Souci)
- 1982: Versuchung
- 1983: Das anonyme Bekenntnis (Benvenuta)
- 1983: Die flambierte Frau
- 1983: Blutiger Schnee (Wedle wyroków twoich …)
- 1984: Angelan sota , Angelas krig
- 1984: Blutiger Asphalt
- 1984: Das nächste Opfer
- 1985: Der Filou (L’Amour en douce)
- 1985: Marie Ward – Zwischen Galgen und Glorie
- 1985: Flügel und Fesseln (nur Stimme)
- 1985: Beethoven – Die ganze Wahrheit
- 1986: Johann Strauß – Der König ohne Krone
- 1986: Soldat Richter
- 1987: Terminus
- 1987: Blutiger Asphalt = Schwarze Beute
- 1987: Sie töten aus Lust (El placer de matar)
- 1989: Zugzwang
- 1990: Ungarisches Requiem
- 1990: Rosamunde
- 1991: Erfolg
- 1991: Malina
- 1991: Ungarisches Requiem
- 1992: Wie ein Licht in dunkler Nacht (Shining Through)
- 1992: Christopher Columbus – Der Entdecker (Christopher Columbus: The Discovery)
- 1992: Die Zeit danach
- 1993: Böses Blut
- 1994: Von Frau zu Frau: Die Sammlerin
- 1994: Herz aus Stein
- 1995: Flammen der Liebe
- 1995: Unter dem Hula Mond
- 1995: Tödliche Liebe
- 1995: Alte Freunde küsst man nicht
- 1996: Das Mädchen Rosemarie
- 1996: Die Rückkehr des Sandokan
- 1996: Schuldig auf Verdacht
- 1996: Ein flotter Dreier
- 1997: Die falsche Prinzessin
- 1997: Prinzessin Amina
- 1999: Männer aus zweiter Hand
- 1999: Wer liebt, dem wachsen Flügel
- 2003: Luther
- 2004: Your Name Is Justine (Masz na imię Justine)
- 2004: Das unbezähmbare Herz
- 2004: Tears of Kali
- 2004: Arsène Lupin – Der König unter den Dieben (Arsène Lupin)
- 2007: Du bist nicht allein
- 2009: Die Entbehrlichen
- 2010: Bergblut
- 2014: Auf das Leben!
- 2019: Tal der Skorpione
- 2024: Sans Tête

### Fernsehproduktionen
- 1970: Thomas Chatterton
- 1972: Der gute Gott von Manhattan
- 1973: Der Kommissar – Sonderbare Vorfälle im Hause von Professor S.
- 1974: Tod in Astapowo
- 1974: Tausend Francs Belohnung
- 1976: Derrick – Das Bordfest
- 1976: Könige sterben einsam (Le jeune homme et le lion, Mehrteiler)
- 1978: Ein Mann will nach oben (Fernsehserie)
- 1979: Wege in der Nacht
- 1979: Derrick – Der L-Faktor
- 1981: Die Laurents – Geschichte einer Berliner Hugenottenfamilie
- 1981: Dantons Tod
- 1981: Derrick – Eine ganz alte Geschichte
- 1982: Der Alte – Der Tote im Wagen
- 1983: Der Alte – Perfektes Geständnis
- 1984: Matt in 13 Zügen (Fernsehserie)
- 1984: Der letzte Zivilist (2-teiliger Fernsehfilm nach dem Roman von Ernst Glaeser)[23]
- 1986: Spenser
- 1988: Derrick – Mordträume
- 1989: Zurück in die Vergangenheit – Gefährliche Flitterwochen
- 1989: Die Verlobten (I promessi sposi) (Miniserie)
- 1992: Freunde fürs Leben (Fernsehserie)
- 1992–1995: Schloss Hohenstein (Fernsehserie)
- 1994: Nur eine kleine Affäre (Fernsehserie)
- 1995/1996: Inseln unter dem Wind (Fernsehserie)
- 1996: Flammen der Liebe (Fernsehserie)
- 1996: Für Liebe und Gerechtigkeit (Fernsehserie)
- 1996: Tatort: Bei Auftritt Mord
- 1998: Tatort: Manila
- 1999: Der Alte – Die Wahrheit ist der Tod
- 2001: Thomas (Tommaso)
- 2001: Judas (Giuda)
- 2002: Utta Danella – Die Hochzeit auf dem Lande
- 2002: Davon stirbt man nicht
- 2005: Unter uns
- 2005: La signora delle camelie
- 2005: Die Rosenheim-Cops – Mord im Paradies
- 2005: Pfarrer Braun – Adel vernichtet
- 2005: Der Bulle von Tölz: Liebesleid
- 2006: Kommissar Moulin (Commissaire Moulin; Fernsehserie, 1 Folge)
- 2008–2009: Anna und die Liebe (Folgen 1–156)
- 2010: Sind denn alle Männer Schweine?
- 2010: Der Gewaltfrieden
- 2010: Alarm für Cobra 11 – Die Autobahnpolizei – Kopfgeld auf Kim Krüger
- 2011: Die Machtergreifung
- 2011: Ich bin ein Star – Holt mich hier raus!
- 2012: Der letzte Bulle – Es lebe der Sport (Fernsehserie)
- 2012: SOKO Leipzig – Stilbruch (Fernsehserie)
- 2012: Verfolgt – Der kleine Zeuge
- 2013: The Tunnel – Mord kennt keine Grenzen (The Tunnel/Tunnel, Fernsehserie, 2 Folgen)
- 2013: Tiere bis unters Dach – Der Wunderheiler
- 2014: Promi Shopping Queen
- 2015: Ich bin ein Star – Lasst mich wieder rein!
- 2018: Die Auferstehung
- 2022: Rote Rosen (Fernsehserie)

### Regie
- 1973: Alcazar de Paris (Co-Regie)
- 1989: Zugzwang

## Bühne
- 2000: Karl-May-Spiele Bad Segeberg – Der Ölprinz
- 2003: Salzburger Landestheater – Bulgakow oder Der Dichter und sein Diktator
- 2007: Musical Theater Bremen – Robin Hood – Für Liebe und Gerechtigkeit
- 2014: Hamburger Kammerspiele – Unsere Frauen
- 2015: Bad Hersfelder Festspiele – Komödie der Irrungen
- 2016: Burgfestspiele Jagsthausen – Götz von Berlichingen
- 2016: Bad Hersfelder Festspiele – Unsere Frauen
- 2017: Karl-May-Spiele Bad Segeberg – als General Douglas

## Veröffentlichungen
- Für eine Literatur des Krieges, Kleist. Essay. Stroemfeld/Roter Stern, Basel und Frankfurt 1981, ISBN 3-87877-151-7.
- Wilde Behauptung: Jennifer Bartlett und die Kunst. Gespräch. Boer, München 1994, ISBN 3-924963-61-4.
- Im Innern der Seifenblase. Roman. Frankfurter Verl.-Anst., Frankfurt 2011, ISBN 978-3-627-00174-2.

## Hörspiele und Hörbücher
- Der Process. Erzählt von Alexander Khuon, Mathieu Carrière und Anja Niederfahrenhorst, Verlag Patmos, Düsseldorf 2007.
- Franz Kafka. 1 Audio-CD, gelesen von Mathieu Carrière und C. Bernd Sucher, Argon Verlag 2008, ISBN 3-866-10521-5 oder ISBN 978-3-866-10521-8.
- Lesung aus Kalter Wind in Genua. am 31. Oktober 2007, Universum Lounge, Berlin Mathieu Carrière liest aus dem Werk von Bruno Morchio.